# Punta de la Jaumesa
La Punta de la Jaumesa és una muntanya de 317 metres que es troba al municipi de la Palma d'Ebre, a la comarca catalana de la Ribera d'Ebre.